# Manutenzione preventiva

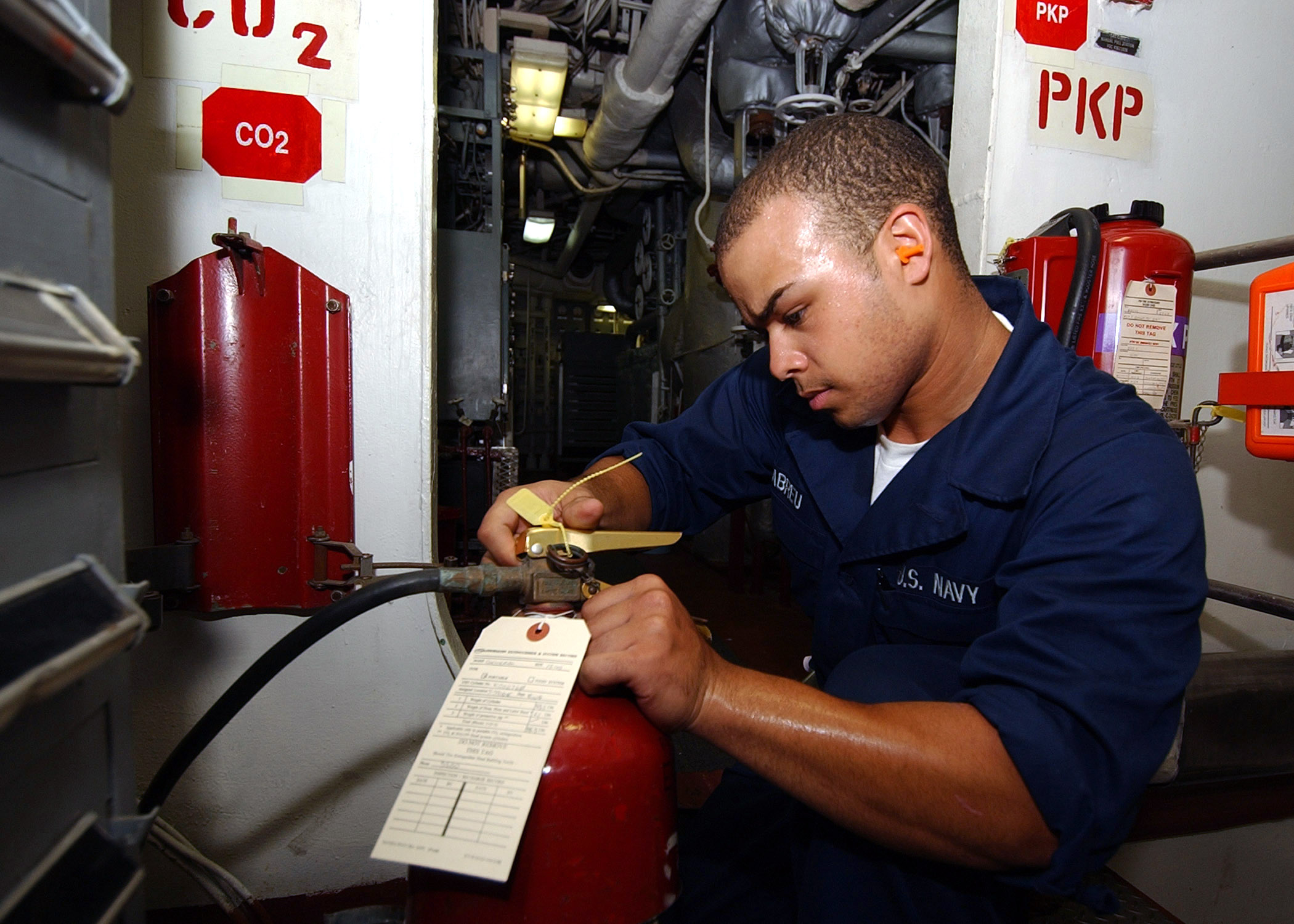
Manutenzione preventiva su estintori a CO_{2}.

La manutenzione preventiva è una politica di manutenzione che si prefigge l'obiettivo di eseguire un intervento manutentivo di revisione, sostituzione o riparazione, prima che nel componente si manifesti il guasto.
A seconda del metodo con cui vengono programmati gli interventi di manutenzione, si possono distinguere due categorie di manutenzione preventiva: programmata o secondo condizione.
Nella manutenzione programmata, ogni intervento manutentivo è programmato a intervalli regolati, basati su statistiche di vita media della macchina. A seconda del caso d'uso, la programmazione può essere stabilita su base temporale (ad esempio intervenendo ogni 2 mesi), oppure sulla base del numero di utilizzi dell'apparecchio.
In caso di manutenzione secondo condizione, gli interventi vengono realizzati sulla base di criteri prescritti relativi a parametri chiave che misurino le performance o il livello di degrado della macchina. Un caso particolare di manutenzione secondo condizione è la manutenzione predittiva, nella quale non esistono criteri prefissati, ma lo stato di salute della macchina viene analizzato in tempo reale e stimato tramite l'applicazione di metodi di intelligenza artificiale, al fine di intervenire solo in caso di necessità reale.
Lo scopo della manutenzione preventiva è quello di ridurre il numero di interventi, ottenendo come risultato un miglioramento delle prestazioni e della produzione, una riduzione dei fermi macchina, e una conseguente diminuzione dei costi legati alla manutenzione e la sostituzione degli apparecchi.